# ʔ

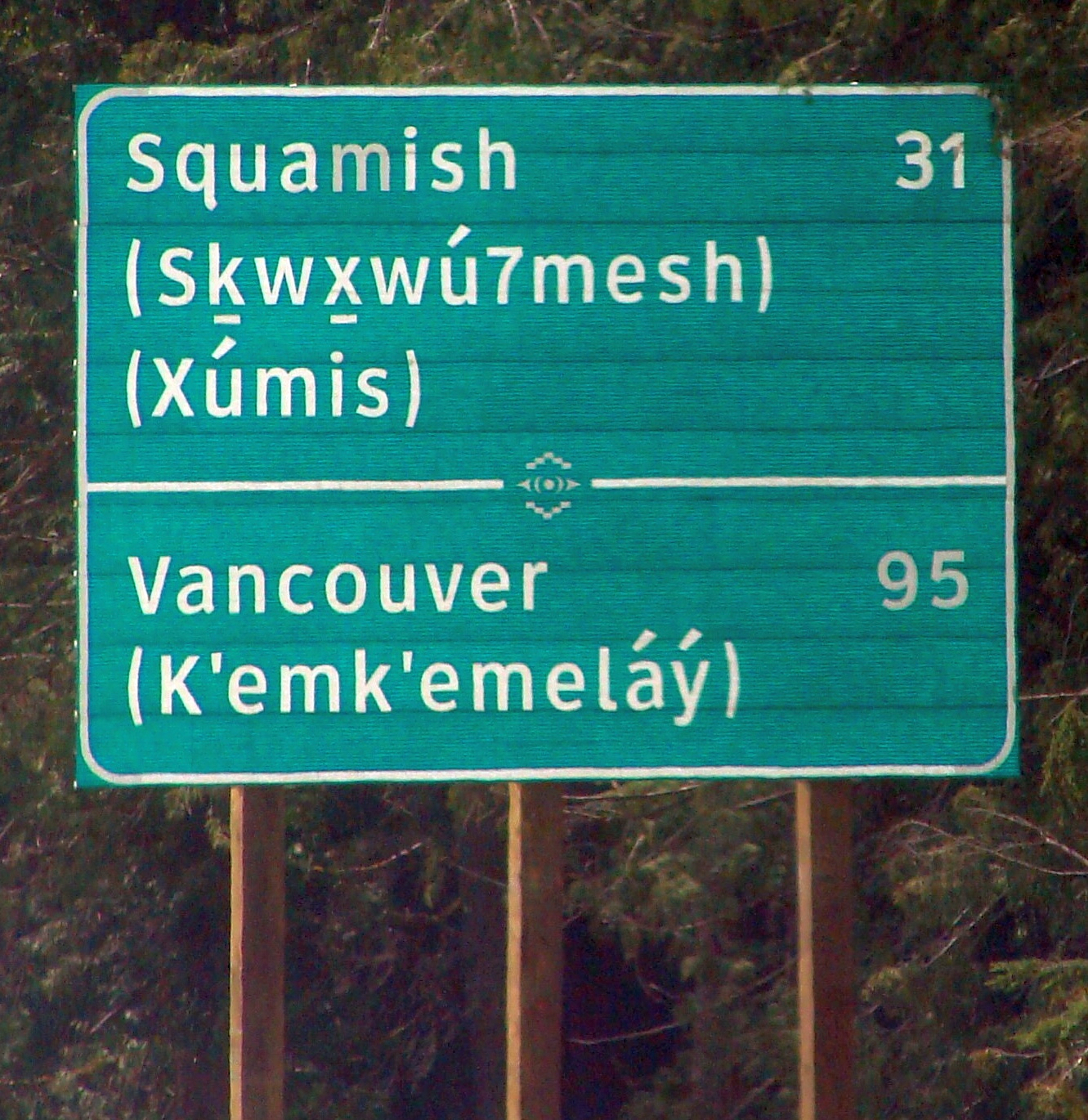
Mehrsprachige Entfernungstafel in British Columbia, Kanada. In der Squamish-sprachigen Bezeichnung des Ortes Squamish ist ʔ durch 7 ersatzdargestellt.

Das ʔ ist ein Buchstabe, der in das lateinische Schriftsystem aufgenommen wurde. Der Buchstabe wird allgemein zur Darstellung des stimmlosen glottalen Plosivs verwendet, so z. B. im internationalen phonetischen Alphabet. Eine hochgestellte Version ˀ wird manchmal zur Darstellung glottalisierter Konsonanten verwendet.
Die Herkunft des Zeichens ist nicht eindeutig geklärt, eine These besagt die Abstammung vom griechischen Spiritus lenis. Vom Aussehen her ähnelt das Zeichen einem Fragezeichen ohne Punkt. Ist das Zeichen aufgrund technischer Einschränkungen nicht verfügbar, wird häufig auf das Fragezeichen oder auf die Ziffer 7 zurückgegriffen.
In vielen Sprachen, die den stimmlosen glottalen Plosiv beinhalten, ist er nicht phonemisch (bedeutungstragend) und wird im Schriftbild nicht dargestellt. In einigen Sprachen ist der glottale Plosiv jedoch phonemisch, in diesen wird er in den allermeisten Fällen durch einen Apostroph, seltener auch dem speziellen Zeichen Saltillo dargestellt. In einigen Sprachen ist das ʔ jedoch selbst Bestandteil des Alphabets, wie in der Sprache der Nootka. Während das Zeichen meistens nach dem Vorbild des Originals nur in einer Form vorkommt, gibt es auch Sprachen, in denen separate Groß- und Kleinbuchstaben Ɂ, ɂ geschaffen wurden, um das Zeichen den anderen lateinischen Schriftzeichen anzupassen, so z. B. im Chipewyan. Der Kleinbuchstabe ist in diesen Fällen einfach eine verkleinerte Version des Großbuchstabens.

## Darstellung auf Computersystemen
Unicode kodiert verschiedene Versionen des Zeichens ʔ:
- Das reguläre Zeichen ʔ, welches in der Phonetik sowie in einigen Alphabeten verwendet wird und nur eine Form hat, ist am Codepunkt U+0294 im Unicodeblock IPA-Erweiterungen kodiert.
- Der Großbuchstabe Ɂ, welcher in Alphabeten verwendet wird, die das Zeichen als Groß- und Kleinbuchstabe kennen, ist am Codepunkt U+0241 im Unicodeblock Lateinisch, erweitert-B kodiert.
- Der entsprechende Kleinbuchstabe ɂ ist im selben Unicodeblock am Codepunkt U+0242 kodiert.